# Монако на Европском првенству у атлетици у дворани 2011.
Монако је учествовао на 31. Европском првенству у дворани 2011. одржаном у Паризу, Француска, од 4. до 6. марта. То је било прво учешће Монака на европском првенству у атлетици у дворани. Репрезентацију Монака представљао је један спортиста који се такмичио у трци на 800 метара.
На овом првенству представник Монака није освојио ниједну медаљу, нити је оборио неки рекорд.

## Учесници
Мушкарци
- Брис Ете - 800 м

## Резултати

### Мушкарци
| Атлетичар | Дисциплина | Лични рекорд | Квалификације | Квалификације | Полуфинале           | Полуфинале           | Финале               | Финале       | Детаљи |
| Атлетичар | Дисциплина | Лични рекорд | Резултат      | Место         | Резултат             | Место                | Резултат             | Место        | Детаљи |
| --------- | ---------- | ------------ | ------------- | ------------- | -------------------- | -------------------- | -------------------- | ------------ | ------ |
| Брис Ете  | 800 м      | 1:51,38 НР   | 1:51,75       | 4 у гр. 3     | Није се квалификовао | Није се квалификовао | Није се квалификовао | 19 / 25 (26) |        |